# Srisailam-Talsperre
Die Srisailam-Talsperre ist eine Talsperre an der Krishna bei Srisailam im Distrikt Kurnool im indischen Bundesstaat Andhra Pradesh und eines der 12 größten Wasserkraftwerke Indiens.
Sie liegt an der Krishna oberhalb der Nagarjuna-Sagar-Talsperre.
Die Talsperre wurde in einer tiefen Schlucht in den Nallamala-Bergen gebaut. Sie liegt 300 m über dem Meeresspiegel. Die nicht zugängliche Staumauer ist 145 m hoch und 512 m lang und hat zwölf radiale Öffnungen.
Das Wasserkraftwerk auf der linken Seite erzeugt 6 × 150 MW und das auf der rechten Seite 7 × 110 MW. 
Der Stausee wurde ursprünglich nur zur Wasserkraftgewinnung gebaut, wurde aber später in eine Mehrzweckanlage zur Wasserversorgung umgewandelt. Es sorgt für Bewässerung in den Distrikten Kurnool und YSR (ehemals Kadapa), die in der trockenheitsgefährdeten Region Rayalaseema liegen. 
In den vergangenen Jahren hat es an dieser Talsperre schon mehrmals außergewöhnliche Hochwasser gegeben.